# Gabriel Hottegindre
Gabriel Hottegindre (26  de noviembre de 1979) es un esquiador alpino uruguayo nacido en Francia.  
Con 18 años representó a Uruguay en los Juegos Olímpicos de Invierno de 1998 en Nagano, Japón, donde consiguió el lugar 24.º en la disciplina de slalom masculino. Siendo además el primer deportista en representar a Uruguay en unos Juegos Olímpicos de Invierno.
Actualmente está retirado y vive en Chamonix, en donde es profesor de esquí.